# Old Corrimony
Old Corrimony ist eine Villa im schottischen Weiler Corrimony in der Council Area Highland. 1971 wurde das Bauwerk in die schottischen Denkmallisten in der Denkmalkategorie B aufgenommen. Die zugehörige Scheune ist separat als Denkmal der höchsten Kategorie A klassifiziert.

## Geschichte
König Jakob IV. schuf 1509 das Baronat Corrimony und gab das Lehen an die Familie Grant, die seit Generationen das königliche Urquhart Castle verwaltete. Obschon sich die exakte Datierung als schwierig erweist, kann der Bauzeitraum der heutigen Scheune Corrimony Grange Barn auf das späte 17. bis frühe 18. Jahrhundert eingegrenzt werden. Zunächst diente die Scheune als Wohnhaus. Das Baujahr der Villa Old Corimmony belegt die Jahresangabe 1740 auf einer eingesetzten Platte. Die in diesem Zusammenhang angegebenen Monogramme „AG“ und „JO“ beschreiben die Erbauer Alexander Grant, 6. of Corimmony und dessen Ehefrau Jean Ogilvie. Mit dem Bau der Villa wurde die heutige Corimmony Grange Barn zu einer Scheune umgenutzt. Im Zeitraum zwischen dem späten 18. bis frühen 19. Jahrhundert wurde die Villa um einen Anbau ergänzt.
Bis zum Bau von Old Corrimony dürfte das Baronat über keinen Herrensitz verfügt haben. Um 1835 veräußerten die Grants das Gut an Thomas Ogilvy. Dieser ließ um 1840 einen opulenten Herrensitz eingebettet in eine formalisierte Parkanlage errichten. Das als New Corrimony bezeichnete Gebäude war im Scottish-Baronial-Stil ausgestaltet mit neogotischen Elementen. In Überarbeitungen nach 1900 war vermutlich der bedeutende schottische Architekt Alexander Ross involviert. 1951 verursachte ein elektrischer Defekt einen verheerenden Brand und hinterließ New Corrimony unbewohnbar. 1981 wurde es schließlich abgetragen.

## Beschreibung
Old Corimmony steht isoliert am linken Ufer des Enrick in dem Weiler Corimmony rund 30 Kilometer südwestlich von Inverness. Die Fassaden der zweigeschossigen Villa sind mit Harl verputzt. Ihre nordostexponierte Hauptfassade ist fünf Achsen weit. Das mittige Hauptportal wurde später durch einen hölzernen Vorbau mit Glaselementen verdeckt. Oberhalb der profiliert gefassten, modernen Tür ist eine Wappenplatte eingesetzt. Die schmalen Fenster sind im Obergeschoss etwas länger ausgeführt, vermutlich wurden sie erst später verlängert, und auf den äußeren Achsen zu Zwillingen gekuppelt. Das schiefergedeckte Satteldach ist mit drei Walmdachgauben und giebelständigen Kaminen ausgeführt.

### Corrimony Grange Barn
Die längliche Scheune von Corrimony steht rund 100 Meter nördlich der Villa. Ihr niedriges Feldstein-Mauerwerk ist Harl-verputzt. Ebenso wie die rückwärtige Fassade ist die südostexponierte Hauptfassade drei Achsen weit. Türen sind auf beiden Gebäudeseiten auf den äußeren Achsen eingelassen. An der Hauptfassade ist eine Türöffnung erweitert und von einem Schlitzfenster flankiert. Der Dachstuhl der Corrimony Grange Barn ist in der Cruck-Bauweise mit fünf Crucks ausgeführt. Das heutige Wellblechdach wird von modernen Sparren getragen.